# 祖格迪迪迪纳摩足球俱乐部
祖格迪迪迪纳摩足球俱乐部，是格鲁吉亚薩梅格雷洛-上斯瓦內蒂大区祖格迪迪市的一个足球俱乐部。自2023年起该俱乐部参加格鲁吉亚足球丙级联赛的赛事，原因是在上个赛季被怀疑操纵比赛结果而被从格鲁吉亚足球甲级联赛驱逐出去。该俱乐部在历史上曾多次合并及改名。